# Thémisto (fille d'Hypsée)
Pour les articles homonymes, voir Thémisto.
Dans la mythologie grecque, Thémisto, fille d'Hypsée, est la troisième épouse d'Athamas (après Néphélé et Ino) qui tua ses propres enfants, croyant tuer ceux d'Ino (la deuxième épouse) .

## Mythologie
Thémisto, troisième épouse d'Athamas, avait l'intention de tuer les enfants de son mari par sa précédente épouse, mais tua accidentellement ses propres fils à la place. Ce fut le sujet d'une tragédie disparue d'Euripide, racontée par Hyginus comme suit:
Athamas épousa Themisto car il croyait que sa deuxième femme, Ino, était morte, mais Ino s'avéra être vivante et avoir été sur le mont Parnasse avec les Ménades. Athamas la fit ramener à la maison mais garda son retour secret. Thémisto découvrit qu'elle était de retour et décida de tuer les enfants d'Ino en guise de vengeance. Cependant, elle n'avait jamais vu Ino en personne et la prit pour une servante lors de leur rencontre, et ordonna à la «servante» d'habiller tous ses propres enfants de vêtements blancs et ceux d'Ino de noir. Thémisto tua ensuite tous les enfants vêtus de noir. Ce que Thémisto ne réalisa pas, c'est qu'Ino avait échangé les vêtements des enfants et qu'elle a donc en fait tué ses propres enfants. En découvrant cela, elle s'est suicidée.
Selon Apollodore, cependant, Thémisto a épousé Athamas après la mort d'Ino, et toute l'histoire du meurtre des enfants n'a pas eu lieu 